# Braga Black Knights 2015-2016
Questa voce raccoglie le informazioni riguardanti i Braga Black Knights nelle competizioni ufficiali della stagione 2015-16.

## VII Liga Portuguesa de Futebol Americano

### Regular season
| Barcelos 21 novembre 2015, ore 20:00 2ª giornata fase 1 | Braga Black Knights | 0 – 38 | Paredes Lumberjacks |  |

| Canelas 13 dicembre 2015, ore 15:00 4ª giornata fase 1 | Porto Renegades | 44 – 0 | Braga Black Knights |  |

| Barcelos 10 gennaio 2016, ore 15:00 6ª giornata fase 1 | Braga Black Knights | 6 – 36 | Porto Mutts |  |

| Barcelos 23 gennaio 2016, ore 15:00 9ª giornata fase 1 | Braga Black Knights | 0 – 20 | Maia Mustangs |  |

| Braga 6 febbraio 2016, ore 16:00 10ª giornata fase 1 | Braga Warriors | 22 – 0 | Braga Black Knights |  |

| Mouriz 14 febbraio 2016, ore 18:30 11ª giornata fase 1 | Paredes Lumberjacks | 16 – 0 | Braga Black Knights |  |

| Canelas 6 marzo 2016, ore 15:00 2º turno fase 2 | Porto Renegades | 13 – 0 | Braga Black Knights |  |

| Barcelos 13 marzo 2016, ore 15:00 3º turno fase 2 | Braga Black Knights | 0 – 44 | Lisboa Navigators |  |

## Statistiche di squadra
| Competizione | %Vittorie | In casa | In casa | In casa | In casa | In casa | In casa | In trasferta | In trasferta | In trasferta | In trasferta | In trasferta | In trasferta | Totale | Totale | Totale | Totale | Totale | Totale |
| Competizione | %Vittorie | G       | V       | N       | P       | Pf      | Ps      | G            | V            | N            | P            | Pf           | Ps           | G      | V      | N      | P      | Pf     | Ps     |
| ------------ | --------- | ------- | ------- | ------- | ------- | ------- | ------- | ------------ | ------------ | ------------ | ------------ | ------------ | ------------ | ------ | ------ | ------ | ------ | ------ | ------ |
| Campionato   | .000      | 4       | 0       | 0       | 4       | 6       | 138     | 4            | 0            | 0            | 4            | 0            | 95           | 8      | 0      | 0      | 8      | 6      | 233    |
| Totale       | .000      | 4       | 0       | 0       | 4       | 6       | 138     | 4            | 0            | 0            | 4            | 0            | 95           | 8      | 0      | 0      | 8      | 6      | 233    |